# Ardisia brittonii
Ardisia brittonii é uma espécie de planta da família Myrsinaceae. É endêmica da Jamaica. Está ameaçada por perda de habitat.